# Tourisme au Mozambique

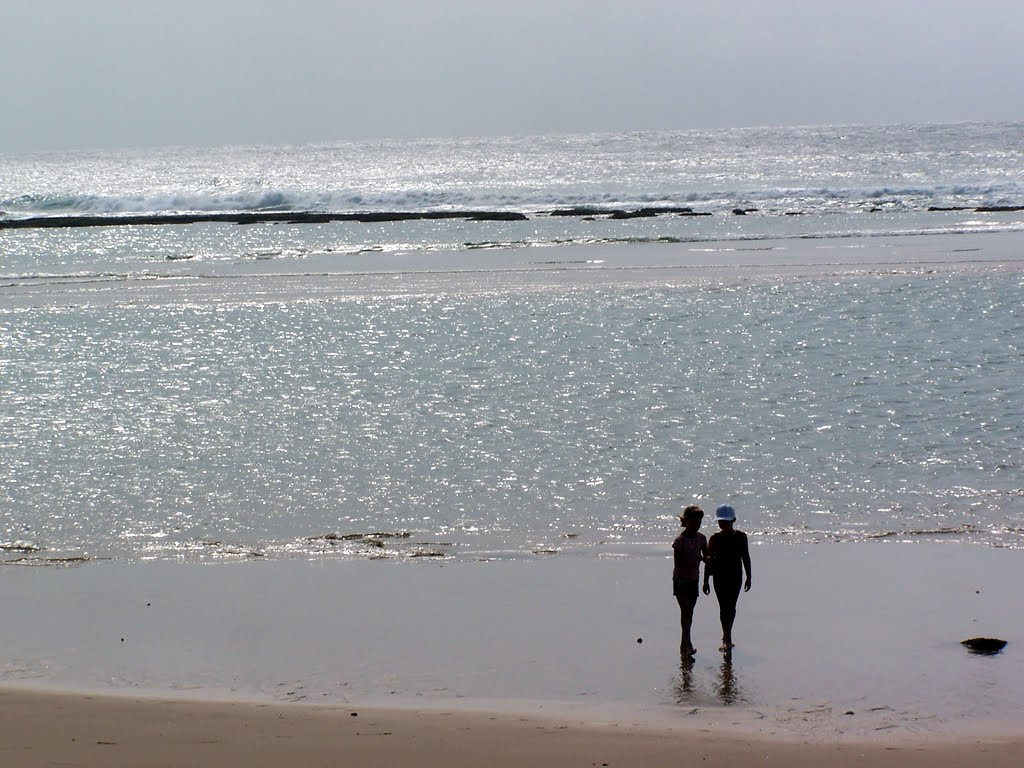
Plage à proximité de Maputo

Le tourisme au Mozambique est un secteur d'activité de l'économie du pays.
Le Mozambique compte de nombreux atouts touristiques, parmi lesquels a faune et la flore présentes dans le pays, les paysages naturels, et le patrimoine culturel du pays, qui offrent des possibilités de tourisme balnéaire, culturel et d'écotourisme.

## Histoire
Malgré ses atouts touristiques et sa proximité avec l'Afrique du Sud, l'une des principales destinations touristiques au monde, le Mozambique a un nombre de touristes très faible, en comparaison de celui de ses voisins, à l'exception du Malawi. 
Le tourisme était cependant une industrie très rentable avant l'indépendance. Les Rhodésiens et les Sud-Africains visitaient Beira et les plages du sud du Mozambique. Le parc national de Gorongosa, à mi-chemin entre le Zimbabwe et Beira, était également une grande attraction touristique.
Après l'indépendance vis-à-vis du Portugal en 1975, la guerre civile du Mozambique, qui a lieu dans le pays nouvellement indépendant entre 1977 et 1992 anéantit l'industrie du tourisme et la conservation de la faune au Mozambique. Les voyages touristiques organisés dans le pays cessent à partir de 1978. 
Depuis la fin de la guerre civile, la confiance des opérateurs touristiques en la stabilité du pays augmente progressivement, et le pays commence à développer et à réorganiser significativement son industrie touristique. Des budgets inadéquats, en particulier concernant la promotion du pays à l'étranger, et un manque de sociétés de voyage impliquées, limitent toutefois la croissance de l'industrie du tourisme. 
À la fin des années 1990, le tourisme est le secteur de l'économie du Mozambique qui connaît la croissance la plus rapide. Un ministre du Tourisme est nommé en 1999. 

## Statistiques

### Nombre de touristes
En 1999, les arrivées de touristes dans le pays avoisinent les 240 000 personnes. 
Les chiffres de l'OMT estiment le nombre de touristes à 578 000 en 2005, soit une augmentation de 23 % par rapport à 2004. 
Environ 7 700 lits d'hôtel sont disponibles dans le pays, avec un taux d'occupation d'un peu moins de 40 %. La capitale Maputo compte environ la moitié des chambres d'hôtel. 

### Impact économique
En 2003, le tourisme représente environ 1,2 % du produit intérieur brut du pays, un chiffre bien inférieur à la moyenne en Afrique subsaharienne, qui s'établit à 6,9 %. En 2005, l'industrie touristique croît de 37 %, le taux le plus rapide de l'industrie touristique mondiale. Le secteur attire plus d'investissements étrangers que toute autre partie de l'économie du pays. 
Les recettes liées au tourisme atteignent en 2001 les 64 millions de dollars américains et en 2005, elles sont évaluées à 130 millions de dollars. 
Le secteur emploie 32 000 personnes. 

## Informations touristiques
L'accès aérien est limité, avec une seule destination hors de l'Afrique, vers le Portugal. L'aéroport propose en revanche de nombreuses liaisons touristiques vers les autres grandes villes africaines, comme Dar es Salam, Harare, Johannesbourg et Nairobi. Le transport aérien intérieur est très limité, étant assuré uniquement par de petites compagnies aériennes locales. 
La stricte politique de visas du pays est un problème pour l'industrie du tourisme, en effet, de nombreux autres pays proches, tels que l'île Maurice, les Seychelles et les Maldives, n'exigent pas que les citoyens de l'Union européenne aient un visa, et exercent donc une forte concurrences sur le Mozambique. 
Le gouvernement espère que les réserves naturelles et de gibier du pays deviendront une attraction touristique majeure. Bien que les populations animales ait été décimées pendant les guerres, le nombre d'animaux, et donc de visiteurs croît fortement dans certaines zones du pays, en particulier la réserve spéciale de Maputo et le parc de Gorongosa.

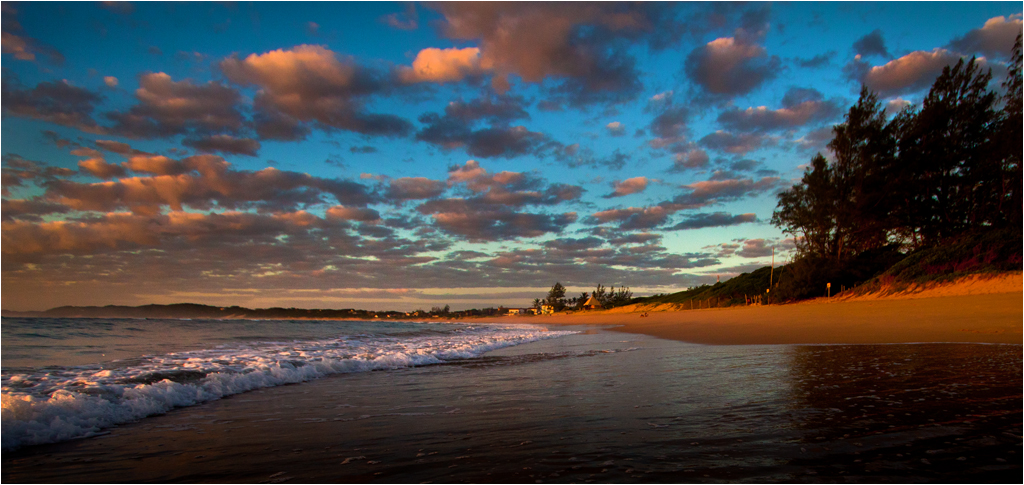
Ponta do Ouro, Mozambique

## Sites touristiques importants

### Cap Delgado
- Pemba
- Îles Quirimbas
- Parc national des Quirimbas

### Gaza
- Parc national du Limpopo
- Xai-Xai

### Inhambane
- Parc national Banhine
- Archipel Bazaruto
- Parc national de Bazaruto
- Inhambane
- Tofo
- Vilankulo
- Parc National Zinave

### Manique
- Réserve nationale de Chimanimani

### Maputo
- Île d'Inhaca
- Réserve spéciale de Maputo

### Niassa
- Réserve de Niassa

### Ponta do Ouro
- Station balnéaire de Ponta do Ouro

### Sofala
- Parc national de Gorongosa

### Vamizi
- Île de Vamizi